# Byrdstown
Byrdstown är en småstad (town) i den amerikanska delstaten Tennessee med en yta av 4 km² och en folkmängd som uppgår till 903 invånare (2000). Byrdstown är administrativ huvudort i Pickett County.
År 1996 öppnades väster om orten ett museum tillägnat mottagaren av Nobels fredspris 1945 Cordell Hull som var från trakten. Bluegrassmusikern Sierra Hull är född och uppvuxen i Byrdstown.